# CBFA2T3
CBFA2T3‏ (CBFA2/RUNX1 translocation partner 3) هوَ بروتين يُشَفر بواسطة جين CBFA2T3 في الإنسان.